# Завьяловские чудики (фильм)
«Завьяловские чудики» — советский киноальманах 1978 года, созданный режиссёрами Эрнестом Ясаном, Анатолием Дубинкиным и Валерием Гурьяновым по рассказам Василия Шукшина на киностудии «Ленфильм».
Премьера фильма состоялась 25 сентября 1979 года. В СССР фильм посмотрели 3,6 млн зрителей.

## Сюжет
Фильм состоит из трёх новелл: «Капроновая ёлочка», «Билетик на второй сеанс» и «Версия».

### Капроновая ёлочка
Два мужика ломают машину и идут пешком домой. Им присоединяется снабженец, который направляется к вдове Нюрке на Новый год. Но когда выясняется, что он просто развлекается, мужики его ругают и он уходит. Утром они приходят к Нюрке и рассказывают ей всю правду. Но вместо благодарности они видят женщину со слезами на глазах.

### Билетик на второй сеанс
Скупой и одинокий Тимофей просит святого Николая Угодника вторую жизнь. Однако, когда он просыпается, понимает, что святой превратился в его нелюбимого тестя.

### Версия
Санька, первый болтун на селе, оказывается в городе, где случайно разбивает стекло в ресторане. Его ведут к директору, роскошной женщине, с которой проводит три дня в её квартире. Чтобы доказать свою историю друзьям, Санька везёт шофера в город, что приводит их в милицию. В итоге Санька продолжает рассказывать новые истории.

## В ролях

### Капроновая ёлочка
- Иван Криворучко — Павел
- Михаил Кокшенов — Фёдор
- Наталья Назарова — Нюра
- Виктор Павлов — снабженец

### Билетик на второй сеанс
- Владимир Кашпур — Тимофей
- Майя Блинова — Полина
- Георгий Тейх — тесть
- Виталий Матвеев — Ермолай

### Версия
- Валерий Золотухин — Санька Журавлёв
- Лариса Буркова — Ирина
- Сергей Паршин — Егорика

## Съёмочная группа

### Капроновая ёлочка
- Автор сценария и режиссёр-постановщик: Эрнест Ясан
- Оператор-постановщик: Владимир Ковзель
- Художник-постановщик: Владимир Гасилов
- Композитор: Игорь Цветков
- Звукооператор: Григорий Эльберт
- Режиссёр: С. Колганова
- Монтажёр: Изольда Головко
- Директор картины: Анатолий Шехтман

### Билетик на второй сеанс
- Автор сценария и режиссёр-постановщик: Анатолий Дубинкин
- Оператор-постановщик: Александр Дибривный
- Художник-постановщик: Лариса Шилова
- Звукооператор: Галина Лукина
- Режиссёр: Владимир Синило
- Монтажёр: Анастасия Бабушкина
- Музыкальное оформление: Б. Петров
- Директор картины: В. Елисеев

### Версия
- Автор сценария и режиссёр-постановщик: Валерий Гурьянов
- Оператор-постановщик: Борис Тимковский
- Художник-постановщик: Алексей Рудяков
- Композитор: Николай Мартынов
- Звукооператор: Борис Антонов
- Режиссёр: П. Тискин
- Монтажёр: И. Суркова
- Директор картины: Геннадий Петелин